# Малай (Казахстан)
Малай (каз. Малай) — село в Жарминском районе Абайской области Казахстана. Входит в состав Жарыкского сельского округа. Код КАТО — 634465300.

## Население
В 1999 году население села составляло 348 человек (166 мужчин и 182 женщины). По данным переписи 2009 года, в селе проживало 245 человек (121 мужчина и 124 женщины).